# Морозовка (Смоленская область)
Морозовка — деревня в Руднянском районе Смоленской области России. Входит в состав Смолиговского сельского поселения. Население — 61 житель (2007 год). 
Расположена в западной части области в 15 км к юго-востоку от Рудни, в 11 км южнее автодороги А141 Орёл — Витебск, на берегу реки Березина. В 9 км северо-восточнее деревни расположена железнодорожная станция Плоская на линии Смоленск — Витебск. 

## История
В годы Великой Отечественной войны деревня была оккупирована гитлеровскими войсками в июле 1941 года, освобождена в октябре 1943 года.